# Песни Корё
Песни Корё (고려) — вид корейской поэзии, ныне известный под различными наименованиями — Корё каё (고려 가요), ёё (여요), чанга (장가), которые можно перевести словосочетанием «песни Корё» по названию правившей династии или «короткие стихи».
Получил развитие как продолжение хянга в XII—XIV вв. От этой эпохи сохранились в поздних записях на иду 20 больших стихотворений, главным образом обрядового, дифирамбического и любовного содержания. Они получили признание при королевском дворе. Об органической связи песен Корё с народными минё свидетельствуют сопровождавшие их мелодии, язык и метрическая организация стиха.
Никитина отмечает: «В чанга короткие строфы (из 2—4 строк) объединялись определенной темой в цикл и заканчивались повторяющимся рефреном. Число строф не было постоянным. Строка содержала обычно 3 трехсложные стопы». Чанга разнообразны по форме и тематике. Среди них и обрядовые песни («Чхоёнга»), и стихи о преданности государю («Чонсокка»), и стихи на традиционную тему «ухода к природе» («Чхонсан пёльгок»); много лирических стихов («Согён пёльгок», «Касири» и др.)".
Пример структуры и средств выразительности песен Корё каё на примере произведения «Самогок» (사모곡), в котором описывается безграничная любовь к матери:

- 호미도 날이지마는
- [хомидо наричжиманын]
- 낮과 같이 잘 들 가닭이 없읍니다
- [нат’кква качхи чал тыл кадалги ŏпсымнида]
- 아보님도 부모님이시지만
- [абонимдо пумонимисичжиман]
- 어머님과 같이 사랑하실 분이 없도다
- [ŏмŏнимгва качхи сарангхасил пуни ŏп’ттода]
- 아,임 (세인)이시여
- [а им (сэин) исиё]
- 어머님과 같이 사랑하실 분이 없도다.
- [ŏмŏнимгва качхи сарангхасил пуни ŏп’ттода]
- Топор тоже орудие, но
- С косою никак ему не сравниться.
- Отец тоже родитель, но
- Никого невозможно любить крепче, чем мать.
- О, любимая (дорогая),
- Никого невозможно любить крепче, чем мать.

В песне описывается чувство любви к матери, которое сравнивается с любовью к отцу. Для сравнения силы чувств к родителям вводится противопоставление косы и топора, которые становятся в песне контекстуальными антонимами: оба представляют собой орудия труда, но их применимость и необходимость значительно разнится. Первые четыре строки песни имеют одинаковый смысл, а также подобный синтаксис (попарно 1-3, 2-4). Также можно отметить в произведении наличие повторов строк (4 и 6), что свойственно для всех народных корейский песен. Таким образом автор выделяет наиболее значимые части песни, делая на них своего рода художественный акцент. В 5 строке мы наблюдаем обращение к матери, что придает песне особую лиричность и трогательность.
Рассматривая поэзию данного периода, также следует отметить излюбленную корейцами форму воллён (월령) — «двенадцатимесячный цикл», к которой нередко прибегали поэты для написания чанга. Стихотворения данного рода были своеобразной поэтической темой с вариациями: бралась какая-либо одна тема, и на эту тему писалось двенадцать стихотворений, приуроченных к каждому месяцу года. Тема варьировалась применительно к тем или иным событиям в жизни человека или явлениям природы, характерным для каждого месяца.